# Albert Withen Philipsen
Albert Withen Philipsen (født 3. september 2006 i Holte) er en cykelrytter fra Danmark, der på landevej kører for Lidl-Trek.

## Karriere
Withen Philipsen begyndte at køre mountainbike som femårig og blev senere medlem af Holte MTB Klub. I efteråret 2014 kørte han sit første officielle DCU-løb i U9-rækken og vandt danmarksmesterskabet i XCO-disciplinen. Efterfølgende er det blevet til yderlige seks danmarksmesterskaber.
I 2021 vandt han bronzemedalje i XCO ved EM i mountainbike. Året efter i Schweiz kom han helt øverst på podiet, da han kunne lade sig hylde som europamester i U17-rækken.
Den 14. januar 2023 blev Albert Withen Philipsen ved DM i cykelcross 2023 dansk juniormester. Det var i hans første sæson som rytter i disciplinen, efter han første gang kørte på en crosscykel den 19. november året før. I slutningen af maj blev han dansk juniormester i mountainbike, og ugen efter vandt han den danske juniortitel i enkeltstart. I slutningen af juni vandt han den danske juniortitel i linjeløb. Dermed var Philipsen regerende mester i fire forskellige discipliner.
Ved EM i mountainbike i Portugal i juli 2023 blev han dobbelt europamester. Først vandt han sammen med Gustav Heby Pedersen, Julie Lillelund, Sofie Heby Pedersen, Malene Degn og Sebastian Fini holdstafetten, og senere blev han mester hos juniorerne i disciplinen XCO.
Den 5. august 2023 blev han juniorverdensmester i linjeløb ved VM i landevejscykling i Glasgow. Philipsen blev den yngste VM-vinder hos juniorerne nogensinde. Fem dage senere ved samme arrangement blev han juniorverdensmester i mountainbike (XCO). Imellem de to guldmedaljer vandt han sammen med det danske MTB-mixedhold bronzemedalje i holdstafetten.
Den 20. september 2023 blev han junioreuropamester i enkeltstart ved EM i landevejscykling i Drenthe, Holland.
I december 2023 underskrev han en fireårig kontrakt med UCI World Tour-holdet Lidl-Trek gældende fra 2025.

## Privat
Albert Withen Philipsen er født og opvokset i Øverød ved Holte. Han er søn af forældrene Henrik og Dorthe, hvor faren har stået for den fysiske træning af sønnen. Storebror er Victor Philipsen som indtil 2022 var aktiv mountainbikerytter, og var en del af det danske landshold.
I slutningen af august 2023 blev Albert Withen tilknyttet det schweiziske agentfirma A&J All Sports SA og manager Alex Carera.

## Meritter

### Landevejscykling
2023
1.  Dansk juniormester i enkeltstart
1.  Dansk juniormester i linjeløb
1.  Juniorverdensmester i linjeløb
1.  Junioreuropamester i enkeltstart
1. plads, HurtigJoakimLøbet for juniorer
4. plads samlet ved Course de la Paix Juniors
2. plads på 2b. og 3. etape
3. plads på 1. etape
 Pointkonkurrencen
 Sprintkonkurrencen
2024
1.  Dansk juniormester i enkeltstart
1. plads, 2. afdeling af 3 Dage i Nord for juniorer - Campione Cup - Thy
1. plads, 1. afdeling af Bording Cup for juniorer - Visit Vejle Løbet
1. plads, 2. afdeling af Bording Cup for juniorer - Nakskov CC (enkeltstart)
1.  Course de la Paix Juniors
1. plads, 2a. etape (enkeltstart)
1.  Ain Bugey Valromey Tour
1. plads, 1. og 3. etape
4. plads, Paris-Roubaix Juniors
2025
1. plads, Paris-Roubaix Espoirs
1.  Ungdomskonkurrencen, Tour Down Under
3. plads samlet ved Tour de Hongrie
4. plads, DM i enkeltstart
4. plads, DM i linjeløb

### Mountainbike
2022
1.  U17-europamester (XCO)
2023
1.  Juniorverdensmester (XCO)
1.  Dansk juniormester i mountainbike (XCO)
1.  Europamester i holdstafet (mixed)
1.  Junior-europamester (XCO)
3.  VM i holdstafet (mixed)
2024
1.  Juniorverdensmester (XCO)
1. plads, Internacionales Chelva Gsport Challenge - UCI XCO Junior Series
1. plads, Shimano Supercup Massi Banyoles - UCI XCO Junior Series
1. plads, Nové Město na Moravě - UCI XCO Junior Series
1.  Dansk juniormester i mountainbike (XCO)
1.  Dansk juniormester i mountainbike (XCC)
2025
2.  EM i MTB for U23 (XCO)

### Cykelcross
2023
1.  Dansk juniormester i cykelcross
1. plads, Party Prijs CK Aarhus for juniorer
1. plads, Grote Prijs CK Aarhus for juniorer
1. plads, Sjællandsmesterskaber for juniorer
8. plads, VM i cykelcross for juniorer
2024
1.  Dansk juniormester i cykelcross
1. plads, X²O Badkamers Trofee Flandriencross jr. - Hamme
5. plads, VM i cykelcross for juniorer

## Udmærkelser
- Årets Talent i dansk cykelsport (2023)[15]

### Nomineringer
- Nomineret til Bestsellers Olympiske Håb (2023)[16]
- Nomineret til Årets Fund (2023)[17]